# Karan English

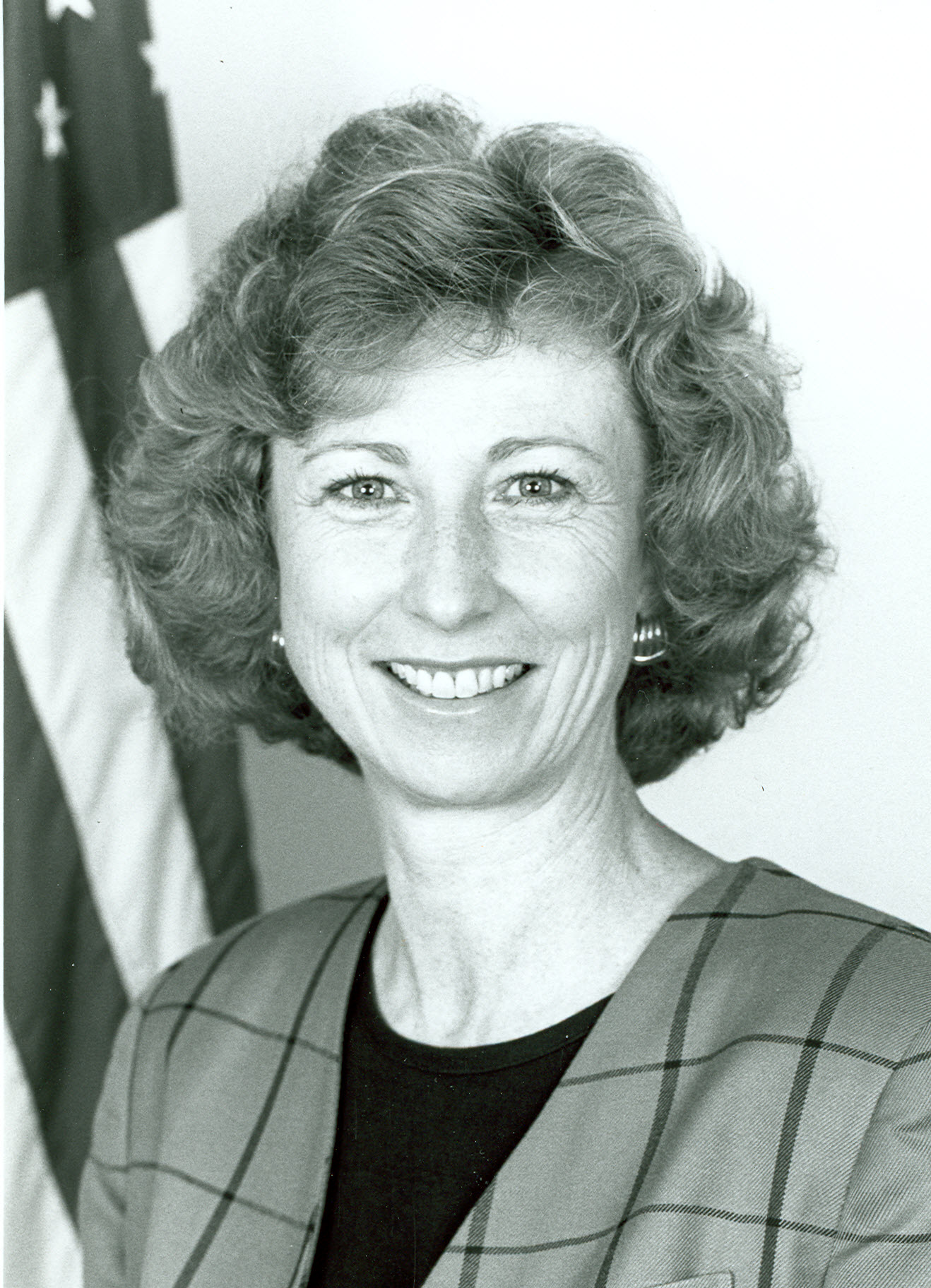
Karan English

Karan English (* 23. März 1949 in Berkeley, Kalifornien) ist eine US-amerikanische Politikerin. Zwischen 1993 und 1995 vertrat sie den sechsten Wahlbezirk des Bundesstaats Arizona im US-Repräsentantenhaus.

## Frühe Jahre
Karan English besuchte bis 1967 die Enterprise High School in Redding und danach bis 1969 in derselben Stadt das Shasta Junior College. Es folgten Studiengänge an der University of California in Santa Barbara und dann bis 1973 an der University of Arizona. An der Northern Arizona University in Flagstaff beendete sie ihre Studienzeit.

## Politische Laufbahn
Karan English wurde Mitglied der Demokratischen Partei. Zwischen 1981 und 1987 war sie Landrätin (County Supervisor) im Coconino County in Arizona und von 1987 bis 1991 war sie Abgeordnete im Repräsentantenhaus von Arizona. Danach gehörte sie zwischen 1991 und 1993 dem Staatssenat an. Bei den Kongresswahlen des Jahres 1992 wurde sie in dem neugeschaffenen sechsten Wahlbezirk von Arizona in das US-Repräsentantenhaus gewählt. Dabei wurde sie sogar von dem früheren US-Senator Barry Goldwater von der Republikanischen Partei unterstützt. Außerdem lag ihre Wahl im damaligen Bundestrend. Damals gelang es auch dem Demokraten Bill Clinton, die Präsidentschaftswahlen zu gewinnen.
Nach Isabella Greenway war Karan English erst die zweite Frau, die den Staat Arizona im Repräsentantenhaus vertrat. Sie trat ihr neues Amt am 3. Januar 1993 an und absolvierte eine zweijährige Legislaturperiode. Bei den Kongresswahlen des Jahres 1994 unterlag sie dem Republikaner J. D. Hayworth. Heute arbeitet English an der Northern Arizona University im Center for Sustainable Environments.